# Rockleigh
Rockleigh is een plaats (borough) in de Amerikaanse staat New Jersey, en valt bestuurlijk gezien onder Bergen County.
Het magazine New Jersey Monthly rangschikte Rockleigh als de 13de beste plaats om in te leven anno 2008 in New Jersey.

## Demografie
Bij de volkstelling in 2000 werd het aantal inwoners vastgesteld op 391.
In 2006 is het aantal inwoners door het United States Census Bureau geschat op 393, een stijging van 2 (0,5%).

## Geografie
Volgens het United States Census Bureau beslaat de plaats een oppervlakte van
2,5 km², geheel bestaande uit land.

## Plaatsen in de nabije omgeving
De onderstaande figuur toont nabijgelegen plaatsen in een straal van 4 km rond Rockleigh.